# Gluphisia tristis
Gluphisia tristis är en fjärilsart som beskrevs av M.Gaede 1933. Gluphisia tristis ingår i släktet Gluphisia och familjen tandspinnare. Inga underarter finns listade i Catalogue of Life.